# سان سرکل
سان سرکل (به لاتین: San Cercle) یک منطقهٔ مسکونی در مالی است که در استان سگو واقع شده‌است. سان سرکل ۷٬۲۶۲ کیلومتر مربع مساحت و ۳۳۴٬۹۱۱ نفر جمعیت دارد.